# Biebersteinia
Biebersteinia is de botanische naam van een geslacht van tweezaadlobbige planten. Het telt een half dozijn soorten overblijvende kruiden die voorkomen in de wat warmere delen van Europa en Azië (Zuidoost-Europa tot Centraal-Azië).
Volgens het APG II-systeem (2003) vormt het geslacht in zijn eentje de familie Biebersteiniaceae. Het werd vroeger ingedeeld in de familie Geraniaceae.